# Костянтин II Константинопольський
Патріарх Костянтин II (грец. Πατριάρχης Κωνσταντῖνος Β´) (невідомо  — жовтень 767 , Константинополь ) — Патріарх Константинопольський в 754–766 роках.

## Біографія
Був єпископом Сіллейським (у складі Пергської митрополії). Зведений на константинопольську кафедру після смерті патріарха Анастасія на іконоборчому соборі 754 року за волею імператора Костянтина Копроніма: "взявши за руку Костянтина ченця, потім єпископа Сіллейського і, помолившись, голосно сказав: "Многая літа Костянтину, вселенському патріарху. Дотримувався іконоборчих поглядів. За волею імператора Костянтина публічно приніс клятву що не дотримується шанування ікон і потім імператор, за повідомленням літописця, «спонукав патріарха з ченця перетворитися на бенкетуючого, прикрашеного вінком, їсти м'ясо і слухати кіфардів на царському обіді» .
Запекла іконоборча політика Костянтина Копроніма, знущання з ченців на іподромі і страти викликали ремствування патріарха і він почав симпатизувати шанувальникам ікон. За це, за доносом, у червні 766 року він був скинутий і засланий імператором на Принцеві острови. Пізніше колишній патріарх був повернутий до Константинополя, анафемований іконоборцями, підданий катуванням і провезений зі знущаннями містом на віслюку. 7 жовтня 768 року патріарх Костянтин був обезголовлений на звичайному місці страт, а його тіло скинули в яму.
Незважаючи на це патріарх Костянтин II на Другому Нікейському соборі в 787 році був анафемований за підтримку іконоборцям.